# Michael Kilby
Michael Leopold Kilby (3 de Setembro de 1924 - 9 de Setembro de 2008) foi um político conservador britânico que serviu como membro do Parlamento Europeu por Nottingham entre 1984 e 1989.
Antes da sua eleição como membro do Parlamento Europeu, serviu como prefeito de Dunstable entre 1963 e 1964. Um jogador de críquete, jogou críquete pelo Bedfordshire de 1950 a 1955.